# 福岡県立築上東高等学校
福岡県立築上東高等学校（ふくおかけんりつちくじょうひがしこうとうがっこう, Fukuoka Prefectural Chikujo Higashi High School）は、かつて福岡県築上郡上毛町宇野に存在していた公立高等学校。
福岡県立築上中部高等学校、福岡県立築上北高等学校と統合の上、福岡県立青豊高等学校（2002年）が設置された。

## 沿革
- 1913年（大正2年） - 南吉富村（現・上毛町）に南吉富村学校組合立南吉富実業女学校を設置。
- 1917年（大正6年） - 郡立移管され築上郡立南吉富実業女学校となる。
- 1923年（大正12年） - 県立移管され福岡県立南吉富実業女学校となる。
- 1930年（昭和5年） - 福岡県立南吉富実業高等女学校に校名変更。
- 1939年（昭和14年） - 福岡県立吉冨高等女学校に校名変更。
- 1948年（昭和23年） - 学制改革により新制高校となる。校名を福岡県立吉冨高等学校とする。
- 1949年（昭和24年） - 福岡県立築上東高等学校に校名変更。
- 2002年（平成14年）11月1日 - 福岡県立青豊高等学校設置。
- 2005年（平成17年）3月31日 - 閉校。

## 同窓会
- ｢東雲会（しののめかい）｣

## 跡地
- 現在はコモンパーク上毛彩葉という分譲地ができている[1]。

## アクセス
最寄りの鉄道駅
- JR九州 日豊本線 吉富駅から徒歩55分